# 23 septembre 1972
Le samedi 23 septembre 1972 est le 267e jour de l'année 1972.

## Naissances
- Arnaud Gicquel, champion du monde de roller de vitesse
- Christophe Boulard, joueur de football français
- Chris "X-13" Higgins, guitariste américain
- Claudio Miranda, directeur de la photographie américano-chilien
- Galit Gutmann, actrice et mannequin israélienne
- Guylaine Tanguay, interprète québécoise
- Jermaine Dupri, musicien américain
- Julian Winn, coureur cycliste britannique
- Magodonga Mahlangu, activiste zimbabwéenne
- Mateo Gil, réalisateur espagnol
- Murielle Renault, écrivaine française
- Pierre Amine Gemayel (mort le 21 novembre 2006), homme politique libanais maronite
- Radomír Vašek, joueur de tennis tchèque
- Sam Bettens, musicienne belge
- Omar Mokhtar Embalo, homme d'État de Guinée-Bissau

## Décès
- Clarence Huebner (né le 24 novembre 1888), officier américain de la seconde guerre mondiale
- Michèle Philippe (née le 17 janvier 1926), actrice française
- Pierre Abadie (né le 22 août 1896), peintre et céramiste français
- William Ritt (né en 1902), journaliste américain

## Événements
- Lancement d’Explorer 47.
- Début de la saison 2 du Sixième Sens
- Sortie de l'épisode Tribulations de la série Star Trek